# Kathleen Baker
Kathleen Baker, född 28 februari 1997, är en amerikansk simmare. Vid de olympiska simtävlingarna i Rio de Janeiro 2016 ingick hon i det amerikanska lag som vann guld på 4x100 meter medley. Vid samma OS vann hon även en individuell silvermedalj på 100 meter ryggsim.
Baker blev även världsmästare tillsammans med det amerikanska laget på 4x100 meter medley vid världsmästerskapen i simsport 2017.

### Fotnoter
1. ↑  ”Kathleen Baker”. swimswam.com. swimswam.com. https://swimswam.com/bio/kathleen-baker/. Läst 12 augusti 2017.
2. ↑  ”American women’s medley relay wins 1,000th Summer Olympics gold medal for U.S.”. Arkiverad från originalet den 12 augusti 2017. https://web.archive.org/web/20170812174237/http://www.nbcolympics.com/news/american-womens-medley-relay-wins-1000th-summer-olympics-gold-medal-us#. Läst 12 augusti 2017.
3. ↑  Olympic.org - Kathleen Baker
4. ↑  Women's 4x100m Medley Relay Budapest 2017